# Anja Kluge
Anja Kluge (* 9. November 1964 in Berlin) ist eine ehemalige Ruderin aus der DDR, die für den Verein SC Berlin-Grünau antrat.
Die Ruderin wurde im Skiff bei der Spartakiade entdeckt. Später wechselte sie zum Riemenrudern. 1986 und 1989 wurde sie im Achter Vizeweltmeisterin. Ihr größter Erfolg war der Sieg mit dem Achter bei den Olympischen Spielen 1988.

## Erfolge

### Olympische Spiele
- 1988: 1. Platz im Achter

### Weltmeisterschaften
- 1982: 1. Platz im Achter bei den Junioren-Weltmeisterschaften
- 1986: 2. Platz im Achter
- 1987: 4. Platz im Achter
- 1989: 2. Platz im Achter

### DDR
- Spartakiade 1979: 1. Platz im Einer und 2. Platz im Doppelzweier
- DDR-Meisterschaften 1983: 3. Platz im Vierer mit Steuerfrau
- DDR-Meisterschaften 1984: 1. Platz im Achter und 3. Platz im Vierer mit Steuerfrau
- DDR-Meisterschaften 1985: 3. Platz im Achter und 3. Platz im Vierer mit Steuerfrau
- DDR-Meisterschaften 1986: 2. Platz im Achter und 1. Platz im Vierer mit Steuerfrau
- DDR-Meisterschaften 1987: 1. Platz im Achter
- DDR-Meisterschaften 1988: 1. Platz im Achter
- DDR-Meisterschaften 1989: 1. Platz im Achter und 2. Platz im Zweier ohne Steuerfrau

## Auszeichnungen
- 1986: Vaterländischer Verdienstorden in Silber[1]
- 1988: Vaterländischer Verdienstorden in Gold[2]